# Paramorphoscelis gondokorensis
Paramorphoscelis gondokorensis es una especie de mantis de la familia Amorphoscelidae.

## Distribución geográfica
Se encuentra en Angola, Burkina Faso, Guinea,  Nigeria, Senegal, Sudán, Sudán y  Uganda.